# Kōichirō Agata
Kōichirō Agata (jap. 縣　公一郎, Agata Kōichirō; * 1956 in Kōbe, Japan) ist ein japanischer Verwaltungswissenschaftler und ein ordentlicher Professor für Verwaltungswissenschaft an der Waseda-Universität in Tokio. Präsident der Japanischen Vereinigung fur Verwaltungswissenschaft (2014–2016), Präsident der Japanischen Vereinigung für Public Policy-Studien (2018–2020), Vizepräsident von International Institute for Administrative Sciences (2019–2025).

## Studium
Ab 1975 studierte Agata Politikwissenschaft an der Waseda-Universität und schloss dort 1979 mit einem Bachelor-Abschluss ab. 1982 bekam er einen Magistertitel in der Politikwissenschaft an derselben Universität und erhielt dort anschließend eine Assistentenschaft. Von 1984 bis 1988 studierte er als DAAD-Stipendiat zuerst an der Universität zu Köln für zwei Semester und dann an der Hochschule für Verwaltungswissenschaften Speyer. Dort wurde er 1992 zum Dr. rer. publ. promoviert.

## Beruf und Auszeichnung
Von 1992 bis 1997 war er ein Associate-Professor an der Waseda-Universität. Von 1994 bis 1996 hielt er sich an der Rheinischen Friedrich-Wilhelms-Universität Bonn als Humboldtianer auf. Seit 1997 ist er als ein ordentlicher Professor für Verwaltungswissenschaft an der Waseda-Universität tätig. Von 1997 bis 2002 war er der Vizedekan für Akademische Belange der Universität. Von 2003 bis 2006 bekleidete er das Vizedekanat und fungierte 2008 bis 2010 als der Dekan an der Okuma School of Public Management der Universität.
Außerhalb der Universität erfüllt er verschiedene Beratungsfunktionen in unterschiedlichen Staatsministerien Japans: Evaluation unabhängiger Verwaltungsrechtskörperschaften aller Ministerien beim Innenministerium (Sōmu-shō), Evaluation unabhängiger Verwaltungsrechtskörperschaften beim Außenministerium (Gaimu-shō), Genehmigung der Universitätsgründung beim Bildungsministerium (Mombu-Kagaku-shō), Prüfer bei der Personalkammer (Jinji-in), Stellvertretender CIO beim JASSO (Japan Student Services Organisation), Politikberater beim MEXT (Kultusministerium) usw. Er ist Vorstandsmitglied der Japanischen Vereinigung für Verwaltungswissenschaft, der International Academy of CIO Japan und kollektives Mitglied der japanischen Wissenschaftskammer.
Von 1997 bis 2005 war er Prüfer zur Auswahl von DAAD-Stipendiaten in Tokyo. 2006 wurde er durch ein Verdienstkreuz am Bande des Verdienstordens der Bundesrepublik Deutschland ausgezeichnet. 2008 wurde er zum Vertrauenswissenschaftler in Japan von der Alexander von Humboldt-Stiftung und zum Mitglied des Stiftungsrates des Japanisch-Deutschen Zentrum Berlin berufen. Agata wurde 2014 durch eine Heisenberg-Medaille der Alexander von Humboldt-Stiftung ausgezeichnet und wurde 2019 als Bonner University Ambassador ernannt.
Für 2019 wurde Agata der Eugen-und-Ilse-Seibold-Preis der Deutschen Forschungsgemeinschaft zugesprochen.

## Publikationen
(nur in deutscher oder englischer Sprache)
- Staatliche Förderprogramme für Gemeinden – Programm- und Implementationsanalyse der Stadterneuerung in Baden-Württemberg. 1992.
- Financing Public Service, co-edited with Toru Sakurai et al., 2013.
- Kiyoshi Nakamura, Koichiro Agata (ed.): Convergence of Telecommunications and Broadcasting in Japan, United Kingdom and Germany. 2001.
- “Public Management, Public Policy, and Public Policy Research”. In: Doshisha Policy and Management Review, Vol. 22, 2021: 13-18.
- “Policy Education in Japan: A Study of Professional Graduate Public Policy Schools”. In: Adachi, Yukio/Hosono, Sukehiro/Iio, Jun ed., Policy Analysis in Japan, Tokyo, 2015: 251-270.
- "Keynote Speech: Japanese Society for Public Administration, Founded in 1950 – Discussion Trends and Perspectives”. In: MIC ed., Annual Report EROPA in Tokyo、2014: 83-99 and 105-109.
- „New Frontier of Information-Communications: Regulatory Convergence in Japan vis-a-vis Germany“. In: Japanese Journal of European Studies, Vol. 2, 2014: 56-69.
- „Dienstleistungsfreiheit in der WTO: Die Liberalisierung der Telekommunikationsdienstleistungen im Rahmen des GATS am Beispiel Japans“. In: Rainer Pitschas (Hrsg.): Handel und Entwicklung im Zeichen der WTO – ein entwicklungspolitisches Dilemma. Berlin 2007, S. 165–179.
- "Deregulation of Telecommunications and Non-regulation of the Internet in Japan”. In: Calude E. Barfield, Günter Heiduk, Paul J.J. Welfens (ed.): Internet, Economic Growth and Globalization. Berlin  2003, S. 275–288.
- „Probleme und Perspektiven der Fortentwicklung der japanischen Bankenregulierung“. In: Rainer Pitschas (Hrsg.): Integrierte Finanzdienstleistungsaufsicht – Bankensystem und Bankenaufsicht vor den Herausforderungen der europäischen Wirtschafts- und Währungsunion. Berlin  2002, S. 119–142.
- „Dezentralisation und Verwaltungsmodernisierung in Japan – am Beispiel der Abschaffung der Auftragsaufgaben mit Aufsicht“. In: Waseda Political Studies. Nr. 30, 1998, S. 48–66.
- „Zur Telekommunikationspolitik in Deutschland und Japan“. In: Werner  Jann, Klaus König, Christine Landfried, Peter, Wordelmann (Hrsg.): Politik und Verwaltung auf dem Weg in die Transindustrielle Gesellschaft. 1998, S. 565–574.
- „Reform of the Administrative Organization in Japan after the War – Consequences of Committee-Oriented Organizational Reforms and Political Leadership“. In: Waseda Political Studies. Nor. 29, 1997, S. 17–46.
- „The Reorganization of the NTT Inc. – Domestic and International Consequences for Japan“. In: Waseda Political Studies. Nr. 28, 1996, S. 33–48.
- „Three Contentious Issues in the Liberalisation Process of the Japanese Telecommunications Market“. In: Michio Muramatsu, Frieder Naschold (ed.):  State and Administration in Japan and Germany. Berlin 1996, S. 223–243.
- „Perspektiven der japanischen und der deutschen Telekommunikationspolitik“. In:  Heinz Berger (Hrsg.): Wettbewerb und Infrastruktur in Post- und Telekommunikationsmärkten. Zeitschrift für öffentliche und gemeinwirtschaftliche Unternehmen, Beiheft 19, Baden-Baden, 1996, S. 7–35.